# Carpinus caroliniana
Carpinus caroliniana — вид квіткових рослин, дерево з родини березових. Він походить зі східної частини Північної Америки (Канада (Квебек, Онтаріо), США (увесь схід)). У природі він зустрічається в затінених місцях з вологим ґрунтом, особливо поблизу берегів струмків або річок, і часто є природним складовим видом підліску річкових та прибережних лісів східної помірної Північної Америки. Росте на висотах від 0 до 2200 метрів.

## Біоморфологічна характеристика
Дерево до 12 м; стовбури короткі, часто викривлені, поздовжньо або поперечно рифлені, крони розлогі. Кора сіра, від гладкої до дещо шорсткої. Деревина білувата, надзвичайно тверда, важка. Зимові бруньки з суцвіттями квадратні в поперечному перерізі, дещо розбіжні, 3–4 мм. Листкова пластинка від яйцеподібної до еліптичної, 3–12 × 3–6 см, краї подвійно пилчасті, зубці зазвичай тупі та рівномірно розташовані, первинні зубці часто не набагато довші за вторинні; поверхні знизу злегка або помірно запушені, особливо на головних жилках, з помітними темними залозками або без них. Тичинкові суцвіття 2–6 см; маточкові суцвіття 1–2.5 см. Супліддя 2.5–12 см; приквітки відносно не скупчені, 2–3.5 × 1.4–2.8 см, частки вузькі, видовжені, верхівка майже гостра, тупа або округла, центральна частка (1)2–3 см.

## Використання
Деревина цього виду має незначне економічне значення через невеликий розмір дерев. Однак деревина міцна, щільна та дрібнозерниста, що дозволяє їй використовуватися місцево для палива, ручок інструментів, важелів, клинів та молотків. Цей вид є важливою їжею для вивірок у південних низинних листяних лісах. Насіння, бруньки або сережки їдять багато співочих птахів, рябчиків, фазанів, бобрів, индиків, лисиць та вивірок. Листя, гілочки та більші стебла споживають пухнасті олені, бобри та білохвості олені. Цей вид активно використовують бобри. Американський граб використовувався в медицині деякими племенами корінних північноамериканських індіанців, хоча в сучасному травництві він не використовується.

## Галерея

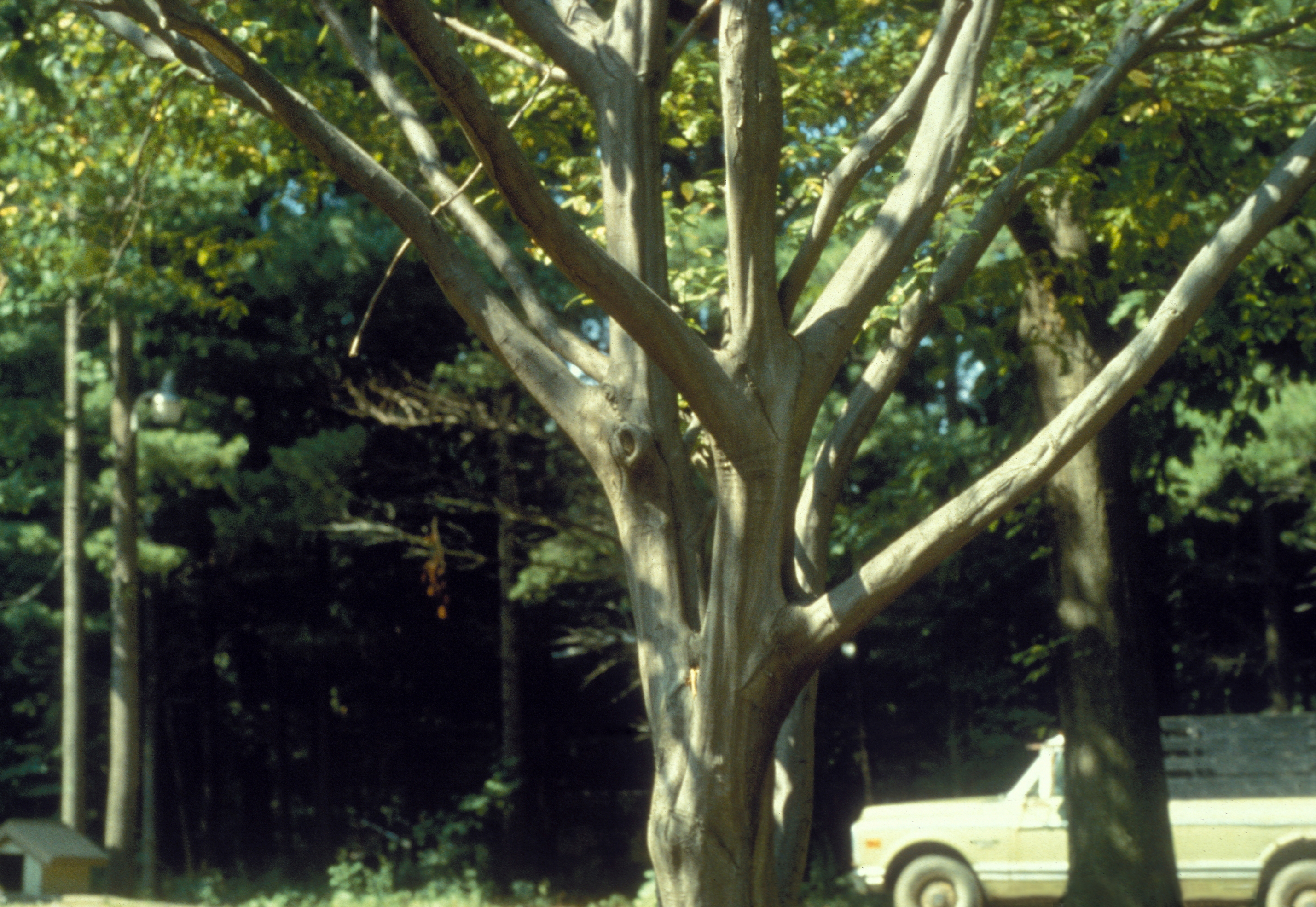
Стовбур
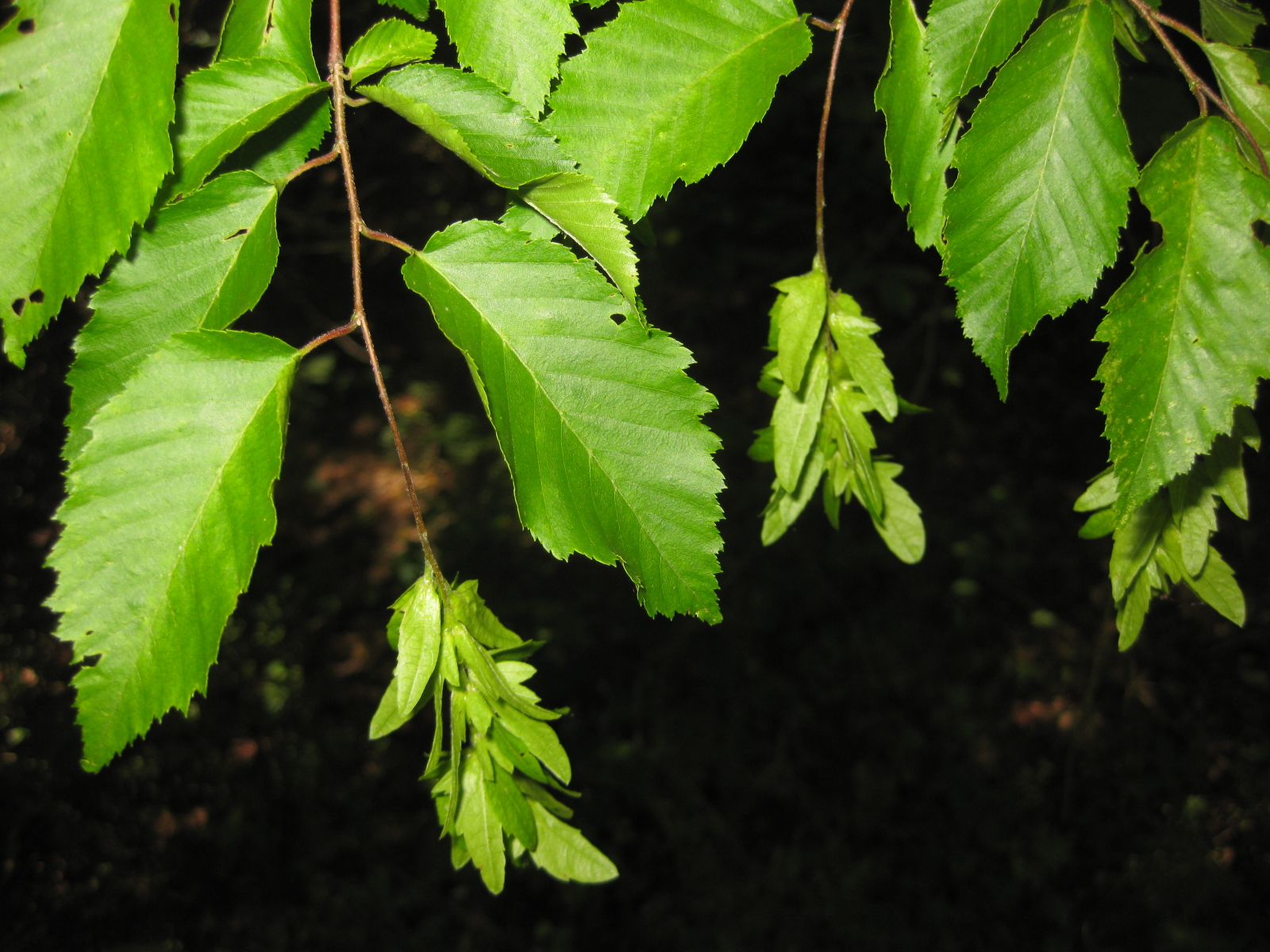
Гілка з плодами
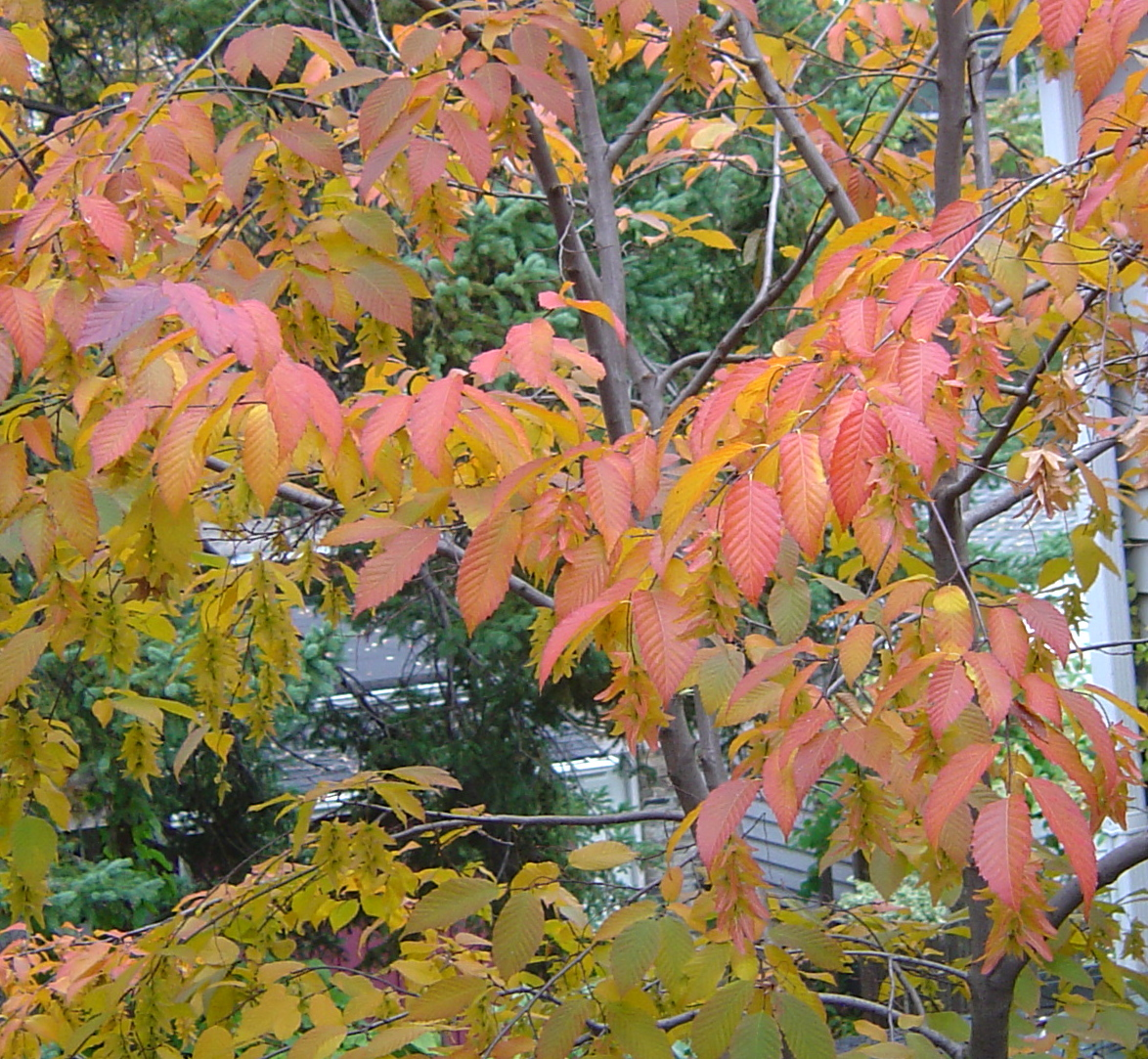
Осіннє листя і плоди